# لين روجرز
لين روجرز (بالإنجليزية: Lynn Rogers)‏ هو عالم حيوانات أمريكي، ولد في 9 أبريل 1939 في غراند رابيدز في الولايات المتحدة.